# Cornelis Schenk
Cornelis Schenk (1948) is een Nederlands acteur.
Cornelis volgde toneelopleidingen in Amsterdam, Parijs en Italië. Tijdens deze opleidingen leerde hij clownstechnieken, marchiale bewegingsleer en moderne dans. Op de Nederlandse televisie is hij bekend door zijn rollen als Leo Lammers in de soapserie Goede tijden, slechte tijden en Stephan Bakhuyzen in de dramaserie Westenwind. Sinds 1984 houdt Schenk zich bezig met het geven van trainingen in acteren. Hij heeft samen met acteur Adri Verberne zijn eigen bedrijf opgericht; Cora Acteurs.